# Patrick von Allmen
Patrick von Allmen (* 26. April 1985 in Thun) ist ein ehemaliger Schweizer Naturbahnrodler. Er startete von 2001 bis 2005 im Weltcup und nahm an zwei Weltmeisterschaften teil.

## Karriere
Von Allmen nahm von 2000 bis 2004 an internationalen Juniorenmeisterschaften teil. Er belegte meist Platzierungen im Mittelfeld und erzielte mit dem 16. Platz bei der Juniorenweltmeisterschaft 2004 in Kindberg sein bestes Resultat. An internationalen Meisterschaften in der Allgemeinen Klasse nahm von Allmen zweimal teil: Nachdem er bei der Weltmeisterschaft 2001 in Stein an der Enns wegen eines Ausfalls ohne Resultat geblieben war, belegte er bei der Weltmeisterschaft 2005 in Latsch den 32. Platz unter 47 gewerteten Rodlern.
Im Weltcup startete von Allmen von 2001 bis 2005. Während dieser fünf Jahre war er der einzige männliche Schweizer Naturbahnrodler, der im Weltcup startete. Einen Grossteil seiner Weltcuprennen beendete er zwischen Rang 20 und Rang 25, was zumeist Platzierungen im hinteren Mittelfeld entsprach. Neben insgesamt acht 22. und 23. Plätzen erzielte er sein bestes Rennergebnis mit dem 21. Platz in Hüttau am Ende seiner ersten Weltcupsaison 2000/2001. Im selben Winter erreichte er als 22. auch seine beste Platzierung im Gesamtweltcup. In der Saison 2003/2004 kam er als 27. noch einmal unter die besten 30 des Gesamtweltcups.
Nach 2005 nahm von Allmen an keinen internationalen Wettkämpfen mehr teil, startete aber noch bei nationalen Rennen.

## Erfolge

### Weltmeisterschaften
- Latsch 2005: 32. Einsitzer

### Juniorenweltmeisterschaften
- Gsies 2002: 26. Einsitzer
- Kindberg 2004: 16. Einsitzer

### Junioreneuropameisterschaften
- Umhausen 2000: 31. Einsitzer
- Tiers 2001: 25. Einsitzer
- Kreuth 2003: 24. Einsitzer

### Weltcup
- Zweimal unter den besten 30 im Gesamtweltcup
- Zehnmal unter den besten 25 in Weltcuprennen